# (60186) Las Cruces
(60186) Las Cruces est un astéroïde de la ceinture principale.

## Description
(60186) Las Cruces est un astéroïde de la ceinture principale. Il fut découvert le 13 novembre 1999 à Las Cruces par David S. Dixon et Janet Stevens. Il présente une orbite caractérisée par un demi-grand axe de 3,17 UA, une excentricité de 0,18 et une inclinaison de 14,8° par rapport à l'écliptique.

## Compléments